# Autocarro escolar

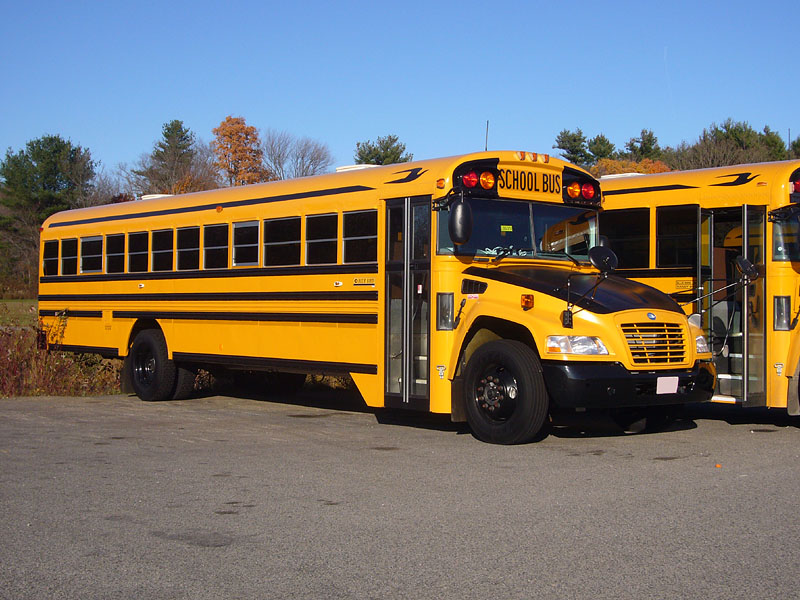
Típica jardineira escolar dos Estados Unidos, o autocarro escolar mais famoso do mundo.

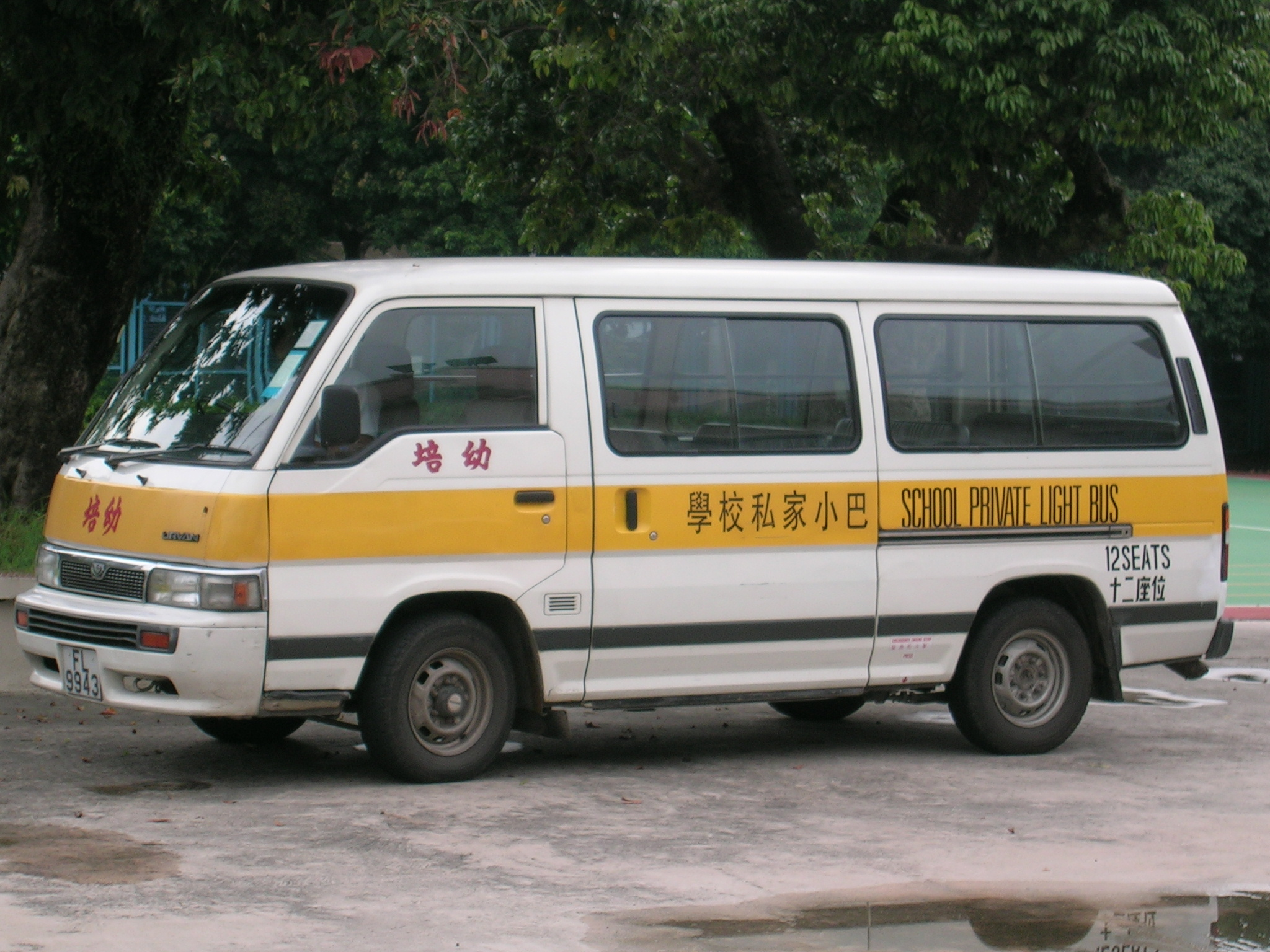
Van escolar em Hong Kong.

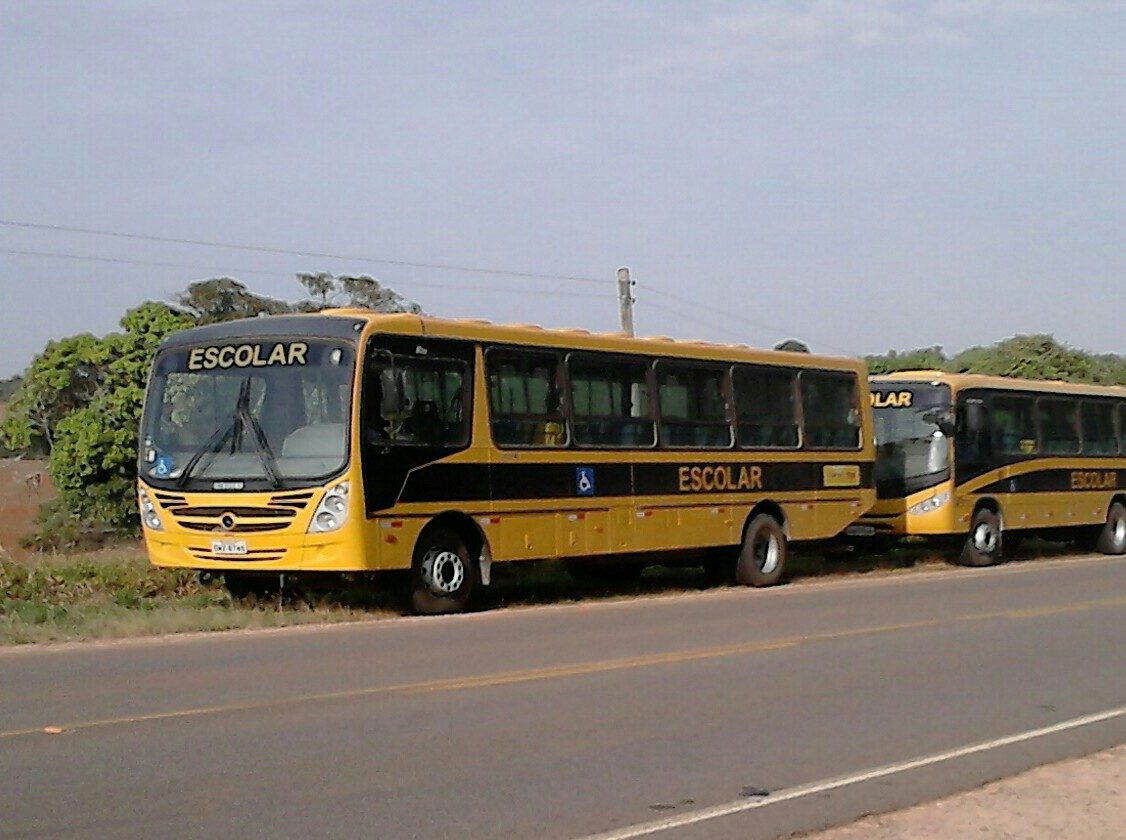
Autocarros escolares do Brasil.

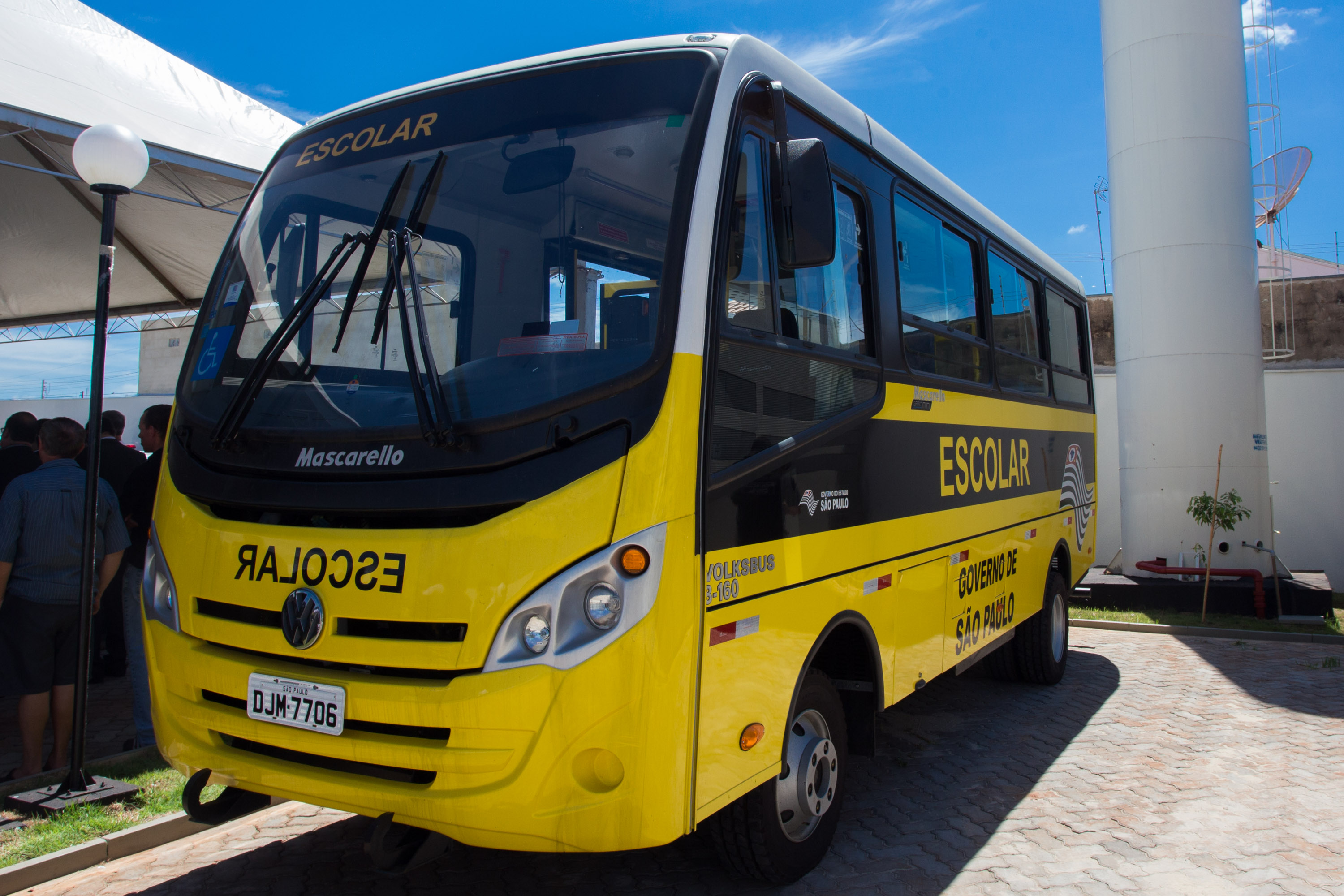
Micro-ônibus escolar, Brasil

O autocarro (português europeu) ou ônibus (português brasileiro) escolar é um serviço de transporte reservado para levar estudantes à escola. 
É fornecido, normalmente, por um autocarro de pequena ou média dimensão, normalmente de cor amarela, laranja ou branco (no Brasil eles são identificados com uma faixa escrito ESCOLAR). Eles são construídos com assentos de dimensões adaptadas, além de um assento próximo a porta dedicado a um monitor.
O serviço é gerido de acordo com entidades públicas ou privadas. Os alunos tem horários determinados para estar nas paradas do autocarro escolar.  Em algumas cidades foram criadas linhas especiais para o serviço.
Em alguns países, antes do emprego dos autocarros escolares, eram utilizados autocarros convencionais de linha para tal serviço. O uso dos autocarros escolares beneficiou estudantes com um transporte reservado e seguro. Legislações de diversos países exigem que, além do motorista, é necessária a presença de uma segunda pessoa para facilitar as operações de subida e descida dos alunos e também para monitorá-los dentro do veículo.